# 삼총사
《삼총사》(三銃士, 프랑스어: Les Trois Mousquetaires 레 트루아 무스크테르[*])는 1844년 프랑스 작가 알렉상드르 뒤마가 쓴 프랑스 역사 모험 소설이다. 다르타냥 연작 중 첫 번째 작품으로, 다른 작품들과 마찬가지로 대필 작가 오귀스트 마케와 협업하여 집필했다. 정의를 위해 싸우는 영웅적이고 기사도적인 검객들이 등장하는 스워시버클러 장르에 속한다.
1625년에서 1628년 프랑스와 영국을 배경으로, 근위대 총사가 되기를 희망하며 파리로 떠난 다르타냥이라는 가스코뉴 출신 하급 귀족 청년(샤를 드 바츠카스텔모르 다르타냥을 모델로 한 인물)의 모험을 다룬다. 다르타냥은 이 정예 부대에 곧바로 가입하지는 못하지만, 당대 가장 용맹한 총사 세 명인 아토스, 포르토스, 아라미스와 친구가 되어 "삼총사" 또는 "세 명의 불가분한 친구들"로 불리며 국가와 궁정의 일에 휘말리게 된다. 당시 프랑스 국왕이었던 루이 13세 외에도 왕비 안 도트리슈, 리슐리외 추기경, 버킹엄 공작, 슈브뢰즈 공작 부인등 역사적 인물들이 등장한다. 사실과 허구를 교묘하게 섞은 구성으로 큰 인기를 끌었다.
《삼총사》는 기본적으로 역사 모험 소설이다. 하지만 뒤마는 구체제의 다양한 부조리와 폐단, 부당함을 자주 묘사하여, 공화주의자와 왕당파 사이의 논쟁이 여전히 치열하던 발표 당시에 소설에 정치적 의미를 더했다. 이 이야기는 1848년 프랑스 혁명으로 제2공화정이 수립되기 4년 전인 7월 왕정 시기, 1844년 3월부터 7월까지 신문 《세기》에 연재되었다.
다르타냥의 이야기는 《20년 후》(1845년)와 《브라즐론 자작: 10년 후》(1848년)에서 계속된다.

## 제목
원제인 Les Trois Mousquetaires은 세 명의 총사라는 뜻이고 여기서 총사는 총(머스켓)으로 무장한 왕실 호위병(Mousquetaires de la garde, 또는 Mousquetaires du roi)을 뜻한다. 하지만 등장인물 중 총사들도 대부분은 칼을 잡고 싸우며 작품 속에는 머스킷이 별로 등장하지 않는다. 일본에서 이 소설을 삼총사로 번역한 이후 한국어 번역에서도 이를 따라서 같은 제목으로 쓰이게 되었다. 현재 삼총사는 단짝으로 지내는 세 친구를 의미하는 관용어로 널리 쓰이고 있다.

## 기원

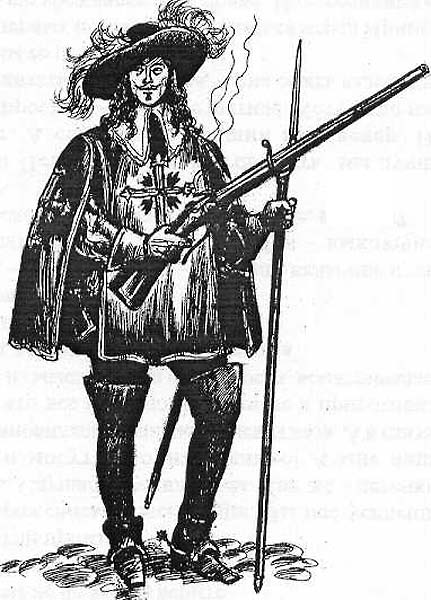
1660년경의 근위대 총사.

뒤마는 자신의 로맨스 소설의 기원을 작은 드라마로 만들어 발견된 수고(手稿) 시리즈 중 하나로 소설을 소개한다. 서문에서 루이 14세의 역사를 연구하던 중 암스테르담에서 피에르 루주가 출판한 가티앵 드 쿠르틸즈 드 상드라의 역사 소설 《다르타냥 씨의 회고록》(1700년)에서 한 장면을 보고 영감을 받았다고 말한다. 뒤마에 따르면, 다르타냥이 총사대장 트레빌 씨를 처음 방문했을 때의 일화와 대기실에서 아토스, 포르토스, 아라미스라는 이름을 가진 세 명의 베아른 출신 청년을 만났다는 이야기가 깊은 인상을 남겨 계속 조사하게 되었다고 한다. 여기까지는 사실이고 나머지는 허구다. 결국 《라 페르 백작의 회고록 등》이라는 제목의 수고에서 세 총사의 이름을 찾았다. 뒤마는 수고를 재출간할 "허가를 요청"했고 허가를 받았다:
이제 우리는 독자들에게 이 귀중한 수고의 첫 부분을 제공하면서, 원래의 제목을 되살리고, (의심할 여지없이) 이 첫 부분이 마땅한 성공을 거둔다면 즉시 두 번째 부분을 출간하겠다는 약속을 하고자 한다.
한편, 대부가 말하자면 두 번째 아버지이므로, 독자가 느낄 수 있는 즐거움이나 지루함을 라 페르 백작이 아닌 우리의 몫으로 해주기를 바란다.

이 점을 이해했다면, 이야기를 계속하도록 하자.
《삼총사》는 오귀스트 마케와 협업하여 쓰였는데, 마케는 후속작인 《20년 후》와 《브라즐론 자작: 10년 후》, 《몬테크리스토 백작》도 함께 작업했다. 마케는 역사 연구를 한 후 줄거리의 개요를 제안했고, 뒤마는 일부 등장인물을 삭제하고 새로운 인물을 추가하며 자신만의 독특한 문체로 이야기를 확장했다.
《삼총사》는 1844년 3월부터 7월까지 《세기》(프랑스어: Le Siècle) 신문에 처음 연재되었다.

## 줄거리

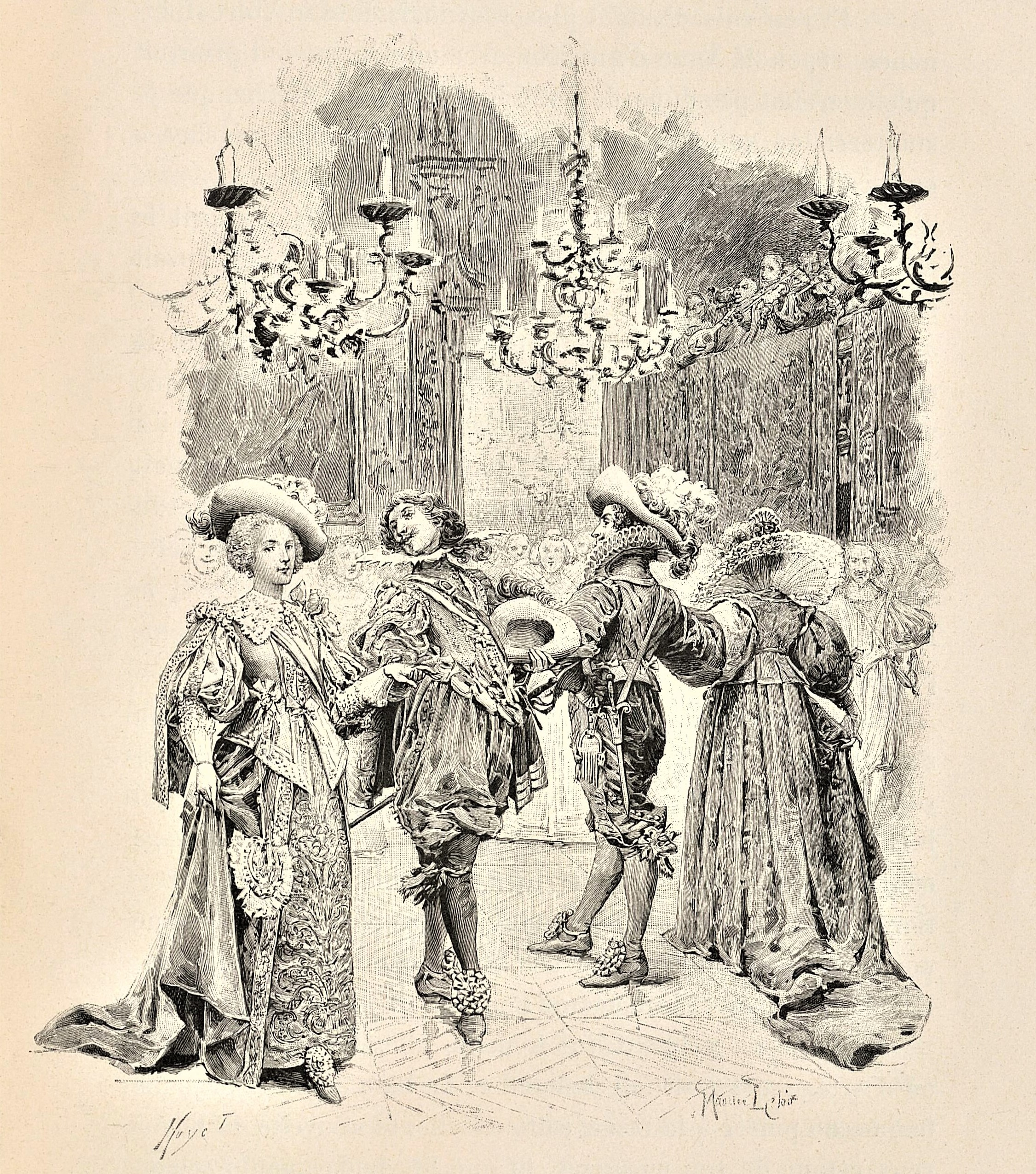
모리스 를루아르의 삽화

1625년 4월, 프랑스 남서부 가스코뉴 출신의 하급 귀족 다르타냥은 국왕을 지키는 총사대에 들어가기 위해 아버지가 총사대장 트레빌에게 써준 소개장만 들고 파리로 향한다. 하지만 여정의 도중에 여인숙에서 자신의 초라한 행색을 비웃는 남자와 결투를 하게 되고 그에게 아버지의 소개장을 빼앗기고 만다. 총사대장 트레빌을 찾아간 다르타냥은 소개장도 가지고 있지 않은 그를 총사대에 받아들일 수 없다는 이야기를 듣게 되고 마침 창 너머로 소개장을 빼앗아간 남자를 보게 된다. 그를 쫓던 다르타냥은 유명한 총사 아토스, 아라미스, 포르토스와 사소한 일로 시비가 붙고 세 사람 각자와 그 날 오후 수도원 뒤뜰에서 결투를 벌이기로 약속한다. 약속 장소에 먼저 도착해 있던 삼총사는 자신들이 결투 약속을 한 상대가 동일인물인 다르타냥이라는 사실에 놀란다. 다르타냥이 아토스와 막 결투를 하려는 순간, 그 자리에 총사대와는 견원지간인 추기경 리슐리외의 근위대가 나타난다. 근위대는 삼총사와 다르타냥이 나라에서 금한 결투를 하려 했다며 그들을 체포하려 들고 다르타냥은 삼총사의 편에 가담해 근위대와 싸운다. 다르타냥이 근위대의 우두머리 쥬사크에게 치명상을 입힌 덕분에 결투는 삼총사 측의 승리로 끝난다. 이 일을 계기로 다르타냥은 삼총사에게서 동료로 인정받은 것은 물론, 트레빌과 루이 13세도 다르타냥을 눈여겨 보게 된다.
한편 견습 총사로 임명된 다르타냥은 리슐리외의 근위대에게 쫓기던 하숙집 주인 보나슈의 아내 콘스탄스를 구해주게 되고, 젊고 아름다운 그녀에게 첫눈에 반한다. 왕비 안 도트리슈의 시녀인 콘스탄스는 다르타냥에게 왕비가 리슐리외의 음모로 위험에 빠졌음을 밝힌다. 남편 루이 13세와 사이가 좋지 않은 왕비는 영국의 재상 버킹엄 공작과 사랑에 빠졌고 이 사실을 안 추기경은 왕비를 궁지에 몰려 하고 있었다. 왕비는 자신을 만나러 온 버킹엄 공작에게 애정의 표시로 생일날 남편에게서 받은 12개의 다이아가 박힌 목걸이를 선물한다. 추기경은 영국과 프랑스 사이에 전쟁을 일으키기 위해 루이 13세를 부추겨 대무도회를 열게 하고, 루이 13세는 왕비에게 무도회에 그 다이아를 장식하고 나오라고 명한다. 왕비가 콘스탄스를 의지할 것을 꿰뚫어본 리슐리외는 콘스탄스의 남편 보나슈를 매수하고, 콘스탄스는 다르타냥에게 도움을 요청한다.
다르타냥은 영국으로 건너가 버킹엄 공작에게 다이아를 찾아오라는 밀명을 받고 삼총사와 함께 런던으로 향한다. 하지만 그 과정에서 리슐리외가 보낸 부하들의 습격으로 총사들은 뿔뿔이 흩어져 다르타냥만이 영국에 도착한다. 버킹엄 공작을 만난 다르타냥은 왕비의 처지를 설명하고 다이아를 돌려주길 부탁한다. 그러나 열두 개의 다이아 중 두 개는 이미 리슐리외의 심복 밀라디에게 도둑맞은 뒤였다. 버킹엄 공작은 유능한 보석 장인들을 수소문해 원래의 것과 똑같은 다이아를 갖추어 다르타냥에게 건네주고 말과 배를 준비해 다르타냥을 파리로 돌려보낸다. 무도회 당일, 루이 13세는 왕비에게 왜 자신이 준 다이아를 하고 나오지 않았느냐고 묻고 추기경이 왕비의 부정(不貞)을 폭로하지만 왕비는 완벽한 다이아를 장식하고 나타난다. 명예를 지킨 왕비는 다르타냥에게 감사의 표시로 반지를 하사한다.
다음날 밤 콘스탄스와 밀회를 하기로 한 다르타냥은 그녀가 리슐리외의 명으로 로슈포르 백작(다르타냥에게서 아버지의 소개장을 훔쳐간 남자)에게 납치되었음을 알게 된다. 다르타냥은 콘스탄스를 구하기 위해 왕비의 밀명을 수행하는 과정에서 흩어져 있던 삼총사를 불러모으고 파리로 돌아오는 길에 영국 귀족 윈터 경을 알게 된다. 그는 동생의 갑작스러운 죽음과 관련해 동생의 재산과 작위만을 물려받고 사라진 여인 밀라디를 의심하고 있었다. 다르타냥은 밀라디의 어깨에 남은 백합 낙인을 발견하게 되고 그녀가 예전에 아토스가 이야기했던 전처라는 사실을 알게 된다. 콘스탄스는 왕비에게 구출되어 수도원으로 피신하고, 리슐리외는 다르타냥에게 자신의 측근이 될 것을 제의하지만 다르타냥은 이를 거절한다.
한편 라 로셀에서는 버킹엄 공작의 지원을 받은 위그노의 반란이 일어나고 다르타냥과 삼총사도 그 진압을 위해 출전한다. 리슐리외는 밀라디에게 버킹엄 공작 암살을 명하고 그 대가로 '이것을 가지고 있는 자는 어떤 행위를 해도 좋다'는 권한을 부여한 편지를 써 준다. 아토스는 밀라디를 만나 그녀를 위협해 편지를 빼앗고 그것을 다르타냥에게 건네준다. 위그노와의 전쟁에서 공을 세운 다르타냥은 리슐리외의 추천으로 정식 총사가 되고, 윈터 경에게 버킹엄 공작의 암살 위험을 알린다. 윈터 경은 밀라디를 붙잡아 런던 탑에 가두지만 밀라디는 존 펠턴을 유혹해 버킹엄 공작의 암살에 성공한다.
영국으로 돌아온 밀라디는 수도원에 몸을 숨겼다가 그곳에서 콘스탄스와 마주친다. 밀라디의 정체를 모르는 콘스탄스는 그녀에게 독살당하고 뒤늦게 도착한 다르타냥은 복수를 다짐한다. 다르타냥 일행에게 붙잡힌 밀라디는 죽음으로 그간의 악행에 대한 죗값을 치른다. 리슐리외는 로슈포르 백작을 보내 다르타냥을 체포하지만 다르타냥은 예전에 리슐리외가 밀라디에게 써 주었던 '이것을 가지고 있는 자는 어떤 행위를 해도 좋다'는 편지를 내보인다. 리슐리외는 다르타냥의 능력을 인정해 그간의 행동을 사면하고 총사대 부대장 임명장을 써 준다.

## 등장 인물

프랑스 콩동에 세워진 다르타냥, 아토스, 파토스, 아라미스의 동상

### 총사대
- 아토스 - 라 페르 백작: 밀라디와의 결혼에서 아직 회복하지 못하고 술에서 위안을 찾는다. 10살 연상으로, 다르타냥에게 아버지 같은 존재가 된다.
- 포르토스 - 발롱 시니어: 멋쟁이로, 유행하는 옷을 좋아하며 자신의 재산을 모으는 데 열중한다. 4인방 중 가장 지적이지 않은 인물이지만, 그 대신 호메로스적인 체력과 성격으로 보완한다.
- 아라미스 - 르네 데르블레: 종교적 소명과 여성 및 궁정 음모에 대한 애착 사이에서 갈등하는 잘생긴 청년이다.

- 다르타냥 - 샤를 드 바츠 드 카스텔모르 다르타냥: 프랑스에서 총사가 되고자 하는 충동적이고 용감하며 영리한 청년이다.

### 총사대 하인
- 플랑셰 - 피카르디 출신의 젊은이로, 포르토스가 투르넬 다리에서 그가 강물에 침을 뱉는 것을 목격한다. 포르토스는 이를 좋은 성품의 징표로 여기고 그 자리에서 다르타냥의 하인으로 고용한다. 용감하고 지적이며 충성스러운 하인임이 밝혀진다.
- 그리모 - 브르타뉴 출신으로, 엄격한 주인인 아토스가 긴급 상황에서만 말하는 것을 허락한다. 주로 수화로 의사소통한다.
- 무스크통 - 본명은 노르망디 출신 보니파스이나, 포르토스가 더 멋지게 들리는 이름으로 바꾼다. 주인만큼이나 허영심 많은 멋쟁이 지망생이다. 급여 대신 일반 하인들보다 더 나은 방식으로 의복과 숙식을 제공받으며, 주인의 오래된 옷을 수선하여 화려하게 차려입는다.

- 바젱 - 베리 지방 출신으로, 주인(아라미스)이 언젠가 성직자가 되기를 기다리는 경건한 사람이다. 항상 성직자를 모시는 꿈을 꾸어 왔다.

### 기타
- 안 드 브뢰이, 밀라디 드 윈터 - 추기경의 아름답고 사악한 스파이로, 아토스의 전 부인이기도 하다. 드 윈터 경의 형제의 미망인이다. (아토스가 살아 있기 때문에 이 결혼은 불법이지만 아무도 모른다.) 다르타냥이 연적으로 위장하여 그와 하룻밤을 보내는데, 이 속임수가 밝혀지자 그의 치명적인 증오를 사게 된다.
- 로슈포르 - 추기경의 보다 전형적인 요원이다. 파리로 가는 길의 뫼앙에서 만난 후, 다르타냥은 복수를 맹세한다. 여러 기회를 놓치지만, 결국 소설의 말미에 다시 마주치게 된다.
- 콘스탕스 보나시외 - 왕비의 재봉사이자 측근이다. 다르타냥이 그를 추기경의 근위대로부터 구출한 후 즉시 사랑에 빠진다. 다르타냥의 보호에 감사하지만, 둘의 관계는 결실을 맺지 못한다.
- 보나시외 씨 - 콘스탕스의 남편이다. 처음에는 다르타냥에게 추기경의 근위대로부터 아내를 구출해 달라고 도움을 요청하지만, 그 자신이 체포되자 리슐리외가 보나시외 씨를 아내에 대해 등을 돌리게 만들고, 아내의 납치에 일조하게 된다.
- 키티 - 밀라디 드 윈터의 하인이다. 주인을 싫어하고 다르타냥을 흠모한다.

- 드 윈터 경 - 밀라디의 두 번째 남편(의문의 병으로 사망했으며, 밀라디가 독살한 것으로 추정됨)의 형제이다. 다르타냥의 경고에 따라 밀라디가 영국에 도착하자마자 그를 가두고 해외로 추방하려 한다. 후에 밀라디의 재판에 참여한다.

### 역사적 인물
- 프랑스의 루이 13세 왕 - 뒤마가 다소 나약하고 자기 도취적인 군주로 묘사하며, 종종 수석 대신의 조종을 받는다.
- 오스트리아의 안나 왕비 - 프랑스의 왕비로, 국정에 무관심하고 순진한 인물로 묘사된다. 남편에게 방치되고 정치적, 개인적 이유가 혼재된 상황에서 추기경의 박해를 받는다.
- 리슐리외 추기경 - 아르망 장 뒤 플레시, 국왕의 수석 대신으로 군주제와 프랑스 국가의 강화에 집중한다. 동시에 그는 왕비가 자신의 구애를 거절한 것에 대해 분노한다.
- 트레빌 씨 - 근위대 대장이자 궁정인이며 국왕의 어린 시절 친구이다. 트레빌은 삼총사와 달타냥의 멘토이자 믿을 수 있는 친구이며, 때로는 보호자 역할을 한다.
- 제1대 버킹엄 공작 조지 빌리어즈 - 자신의 뜻대로 일을 처리하는 데 익숙한 잉글랜드 국왕의 매력적이고 카리스마 넘치는 총애를 받는 인물이다. 개인적 편의를 위해 잉글랜드와 프랑스 간의 전쟁을 일으키는 것도 대수롭지 않게 여긴다. 그의 오스트리아의 안나에 대한 구애는 자신을 큰 위험에 빠뜨린다.

- 존 펠턴 - 드 윈터 경이 밀라디를 감시하도록 배정한 청교도 장교로, 그녀의 수법에 대해 경고를 받았음에도 불구하고 며칠 만에 그녀의 유혹에 넘어가 그녀의 요청으로 버킹엄을 암살한다.

## 판본

### 영어 번역
《삼총사》는 1846년까지 세 가지 영어 번역본이 출간되었다. 그중 윌리엄 배로우(1817년~1877년)의 번역본은 현재까지도 출판되고 있으며 원작에 비교적 충실한데, 1999년 옥스퍼드 월드 클래식스 판으로 구할 수 있다. 19세기 영국의 기준에 맞추기 위해 성(性)에 관한 모든 직접적 언급과 많은 간접적 언급이 삭제되어, 다르타냥과 밀라디 사이의 장면과 같은 여러 장면의 가독성에 부정적인 영향을 미쳤다.
현대 번역본도 3종이 있다. 최근의 영어 번역본 중 하나는 2002년 윌 홉슨이 번역한 것이다.
또 다른 번역본은 리처드 피비어가 2006년에 번역했는데, 피비어는 배로우의 작업을 높이 평가하면서도 오늘날 나와 있는 대부분의 현대 번역본이 "잘못된 번역 관행의 교과서적 사례"이며 "독자들에게 뒤마의 글쓰기에 대한 매우 왜곡된 인상을 준다"고 말했다.
가장 최근의 번역본은 미국의 번역가 로렌스 엘스워스(로렌스 시크)가 1956년 프랑스어판을 번역한 것으로, 2018년 2월 페가수스 북스에서 출간되었다.
엘스워스는 21세기 독자들을 위해 다르타냥 연작 3부작과 모레 백작 2부작을 9권으로 완역하기로 결정했는데, 이는 1세기 반 만에 처음으로 시도되는 완역이다. 현재 9권 중 7권이 출간되었으며, 8권은 서브스택에서 연재 형식으로 번역이 진행 중이다.

### 한국어 번역
대한민국에서는 불문학자 이규현이 민음사를 통해 2002년 완역본을 출간하였으며, 번역가 김석희가 프랑스어 판본과 다른 언어 판본을 모두 참고한 번역본을 2011년 시공사를 통해 출간하였다.

## 파생 작품

### 애니메이션
- 《천하무적 멍멍기사》(원제: 일본어: ワンワン三銃士, 1981) : 일본 닛폰 애니메이션 제작
- 《다르타냥의 모험》(원제: 일본어: アニメ三銃士, 1987) : 일본 NHK 제작

### 뮤지컬
- 《삼총사》(원제: 체코어: Tři mušketýři, 2004) : 체코 뮤지컬(한국에서는 2009년 초연)